# Lédergues
Lédergues är en kommun i departementet Aveyron i regionen Occitanien i södra Frankrike. Kommunen ligger  i kantonen Réquista som ligger i arrondissementet Rodez. År 2022 hade Lédergues 664 invånare.

## Befolkningsutveckling
Antalet invånare i kommunen Lédergues
Referens: INSEE